# مطثية المداخن
مطثية المداخن (الاسم العلمي: Clostridium caminithermale) هي نوع من البكتيريا يتبع جنس المطثية من الفصيلة المطثاوية.